# Strathaven Castle
Strathaven Castle, auch Avondale Castle, ist die Ruine einer Spornburg in der Kleinstadt Strathaven in der schottischen Council Area South Lanarkshire. Das Gebäude und sein Mound gelten als Scheduled Monument.

## Geschichte
Die Ursprünge der Burg liegen im Dunkeln, aber man nimmt an, dass sie um 1350 für die Bairds an einer Biegung des Powmillon Burn errichtet wurde. Später fiel die Burg an die Sinclairs und an die Earls of Douglas. Nach der Unterdrückung der Earls of Douglas durch König Jakob II. 1455 wurde Strathaven Castle geplündert und geschleift. Von dieser ersten Burg ist wenig oder nichts erhalten geblieben.
1457 erhielt Sir Andrew Stewart, ein illegitimer Enkel von Murdoch Stewart, 2. Duke of Albany, die Ländereien von Strathaven. Stewart, der später zum Lord Avondale erhoben wurde, ließ entweder die frühere Burg wieder aufbauen oder eine neue Burg am selben Standort errichten. 1534 fiel diese an Sir James Hamilton of Finnart, der die Gebäude erweitern ließ. Ein Brief von 1559 erwähnt, dass hier in „Straverin“ Master Patrick Buchanan, Bruder von George Buchanan, die Kinder von Regent Arran unterrichtete.
1611 wechselte die Burg letztmals den Besitzer, als sie an James Hamilton, 2. Marquess of Hamilton, verkauft wurde. Ihr letzter Bewohner war Anne Hamilton, 3. Duchess of Hamilton (1632–1716), deren Hauptsitz Hamilton Palace war. 1717 wurde die Strathaven Castle aufgegeben.

## Beschreibung

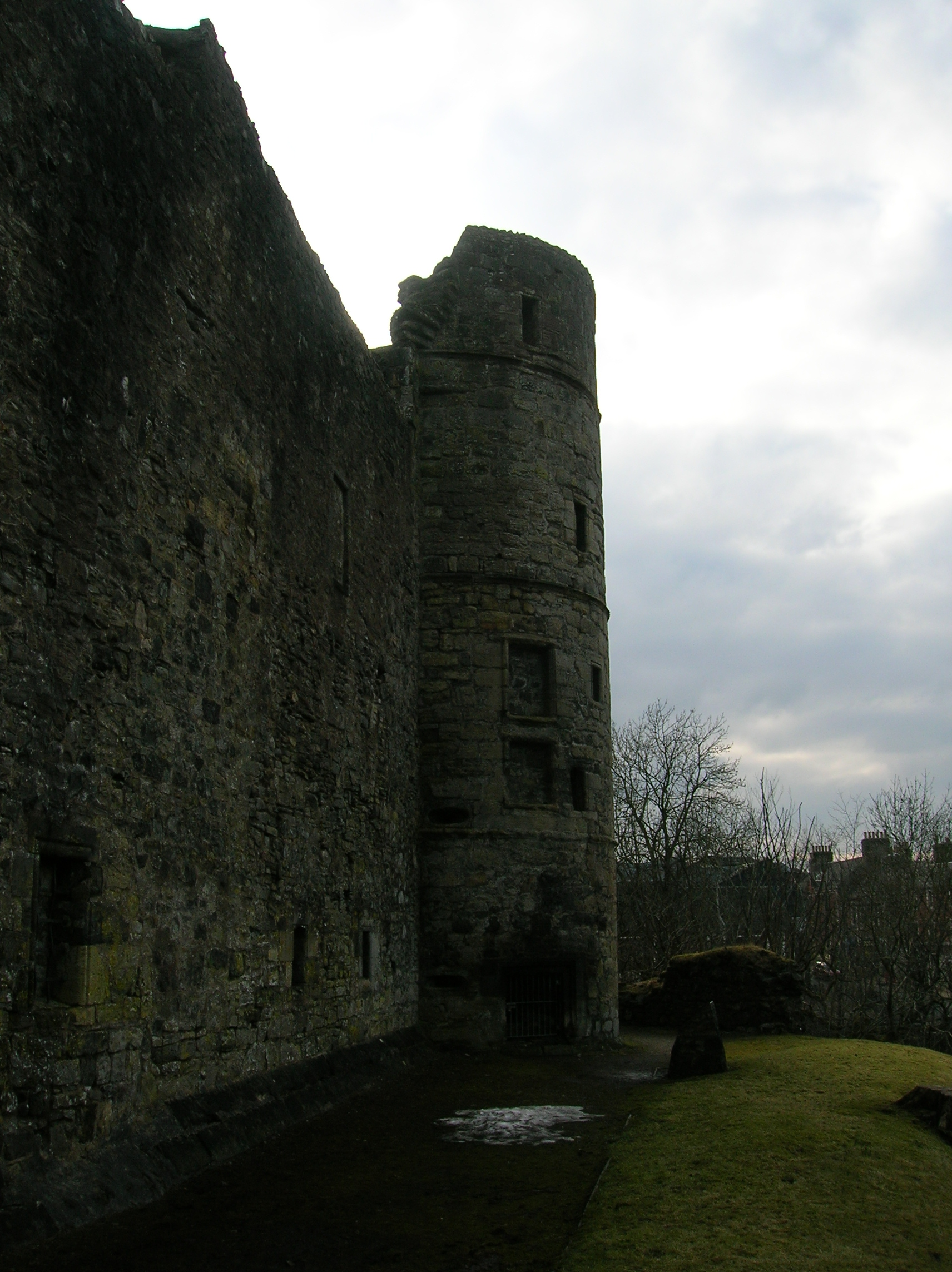
Blick vom Westturm

Strathaven Castle ist auf einem felsigen, teilweise künstlichen Mound errichtet und war auf der Ost-, Süd- und Westseite durch die steilen Ufer des „Powmillon Burn“ geschützt. Eine Einfriedung umgab den Gipfels des Mounds, von der heute noch Reste westlich der Burg erhalten geblieben sind.
Die Burg bestand aus einem dreistöckigen, rechteckigen Block von etwa 11,2 Metern × 21,2 Metern und hatte eine vierstöckigen Rundturm an der Nordwestecke und einen kleinen, hervorspringenden Anbau im Südosten. Davon sind heute noch die Nordmauer und der Turm fast komplett erhalten, dazu Fragmente der anderen Mauern. Innen kann man die Überreste des eingestürzten Kellergewölbes sehen.
Eine Verfüllung mit Beton in neuerer Zeit hat viele originale Details verdeckt, aber die Reste der Konsolen im Stil des 15. Jahrhunderts sind noch sichtbar. Der Rundturm hat mehrere breite Schießscharten und wurde vermutlich im 16. Jahrhundert hinzugefügt. Er hat einen sehr niedrigen Eingang. Salter schließt daraus, dass, obwohl die Tür ursprünglich größer gewesen sein muss, „sie keine niedrigere Schwelle gehabt zu haben scheint, da eine Säulenplatte darunter weiterführt.“

## Sagen
Als Teile der Burgmauern einstürzten oder eingerissen wurden, wurde vermutlich ein menschliches Skelett gefunden. Eine Informationstafel außen an der Burgruine erklärt die Geschichte:

„Der Sage nach enttäuschte die Gattin des letzten Lords ihren Gatten so sehr, dass sie lebend in einem Teil der Burgmauer eingemauert wurde. Nichts ist über ihr Verbrechen aufgeschrieben, aber man sagt, dass sie in eine extra dafür gebaute Nische hinabgelassen und von einem Priester gesegnet wurde, etwas Speisen und Wasser erhielt und dann für immer eingemauert wurde. Als Mitte des 19. Jahrhunderts ein Abschnitt der Mauern einstürzte, entdeckte man menschliche Gebeine, die diese Geschichte glaubhaft erscheinen ließen.“

Auf der Informationstafel ist auch die örtliche Sage erwähnt, dass mehrere Geheimtunnel von der Burg zum Sweetie’s Brae, zum Mill Brae und zum Turm verliefen. Als die Straße unterhalb der Burg gebaut wurde, fand man keine Spur dieser Tunnels.